# جزيرة يايا
يايا (بالروسية: Яя) هي جزيرة رملية في روسيا، تقع في جزر سيبيريا الجديدة، بحر لابتيف. يبلغ طولها قرابة 370 متراً وعرضها 125 متراً. أُكتشفت في عام 2013، وبنضمامها توسعت المنطقة الاقتصادية البحرية الروسية الخالصة بمقدار 452 كيلومترًا مربعًا.

## الاكتشاف
أُكتشفت الجزيرة في منطقة Vasilyevsky Shoal، والتي تشكلت في منتصف القرن العشرين من جزيرة جليدية ذائبة، جزيرة فاسيليفسكي. شوهدت الجزيرة في سبتمبر 2014 من مروحية نقل البضائع لبناء قاعدة عسكرية في جزيرة كوتيلني. في نوفمبر 2014، استكشفت سفينة الأبحاث الأدميرال فلاديميرسكي الجزيرة وأكدت رسميًا وجودها. وأوضح قائد طاقم المروحية أن اسم «يايا». "Ya" (я) يعني الضمير «أنا» باللغة الروسية. عندما شوهدت الجزيرة، بدأ الجميع بالصياح: «لقد اكتشفتها!»